# تشكيلات كأس آسيا 2007
هذه الصفحة تضم قوائم لاعبو المنتخبات المشاركة بكأس الأمم الآسيوية لكرة القدم 2007.

## المجموعة الأولى

### منتخب أستراليا لكرة القدم
- مدرب الفريق : غراهام أرنولد
- 1- مارك شوارزر ميدلزبره
- 2- لوكاس نيل وست هام يونايتد
- 3- باتريك كيسنوربو ليستر سيتي
- 4- تيم كاهيل نادي إيفرتون
- 5- جايسون كولينا بي أس في آيندهوفن
- 6- مايكل بواشامب نادي نورنبيرغ
- 7- بريت إيمرتون بلاكبيرن روفرز
- 8- لوكي ويلكشاير نادي تفينتي
- 9- مارك فيدوكا نيوكاسل يونايتد
- 10- هاري كيويل نادي ليفربول
- 11- أرتشي تومبسون ميلبورن فيكتوري
- 12- برادلي جونز ميدلزبره
- 13- فينس غريلا نادي تورينو
- 14- بريت هولمان نادي نيميغن
- 15- جون ألويسي ديبورتيفو ألافيز
- 16- مايكل ثوايت فيسلا كراكوف
- 17- كارل فاليري نادي غروسيتو
- 18- مايكل بيتكوفيتش نادي سيفاسبور
- 19- نيك كارل غينسيلربيرليجي
- 20- ديفيد كارني نادي سيدني
- 21- ميل ستريوفسكي نادي بازل
- 22- مارك ميليغان نادي سيدني
- 23- مارك بريشانو نادي باليرمو

### منتخب عمان لكرة القدم
- مدرب الفريق : غابرييل كالديرون
- 1- سليمان المزروعي
- 2- محمد ربيع نادي السد القطري
- 3- جمعه الوهيبي
- 4- سعيد الشون نادي أم صلال القطري
- 5- فهد با مصيلح
- 6- عصام السناني
- 7- سلطان الطوقي نادي السالمية الكويتي
- 8- بدر الميمني نادي الأهلي القطري
- 9- هاشم صالح
- 10- فوزي بشير نادي القادسية الكويتي
- 11- يوسف البوسعيدي
- 12- أحمد مبارك نادي الريان القطري
- 13- محمد الغساني
- 14- يونس المشيفري نادي كاظمة الكويتي
- 15- إسماعيل العجمي نادي أم صلال القطري
- 16- أحمد البوصافي
- 17- حسن مظفر نادي الأهلي القطري
- 18- حمد البلوشي
- 19- أحمد المعمري
- 20- عماد الحوسني نادي قطر
- 21- أحمد حديد نادي الشمال القطري
- 22- سليمان الشكيري نادي السالمية الكويتي
- 23- محمد بيت شايماه

### منتخب تايلند لكرة القدم
- مدرب الفريق : تشانفيت بولتشوفان
- 1- ويرا كودبودسا نادي جامعة بانكوك
- 2- سوري سوخا نادي تشونبوري
- 3- باتيبان بيتشبول نادي توت
- 4- جيدسادا جيتساواد نادي تايلند توباكو مونوبولي
- 5- نيفيد سيريوونغ نادي كانغ ساي غون الفيتنامي
- 6- ناتابورن فانريت نادي أوسوتسابا
- 7- داتساكرون ثونغلاو نادي هوانغ أنه جيا لاي الفيتنامي
- 8- ساخاو نوتشنوم نادي توت
- 9- ثردساك تشايمان نادي سنغافوره أرمد فورسس السنغافوري
- 10- تاوان سريبان نادي هوانغ أنه جيا لاي الفيتنامي
- 11- جاكريت بونخام نادي أوسوتسابا
- 12- نيروت سوراسيانغ نادي بنه دنه الفيتنامي
- 13- كايتيسوك سيناموانغ نادي تيرو ساسانا
- 14- تيراتيب وينوثاي نادي تيرو ساسانا
- 15- برات ساماكرات نادي تيرو ساسانا
- 16- كياتبراووت سياوي نادي تشونبوري
- 17- سوتي سوكسومكت نادي تامبينس روفرز الأندونيسي
- 18- كوسين هاثايراتاناكول نادي تشونبوري
- 19- بيتشيتفونغ تشوتشيو نادي كرونغ تاي بانك
- 20- هاتابورن سووان نادي بروفينسيال إلكترسيتي
- 21- تيراسيل دانغدا نادي بنه دنه الفيتنامي
- 22- ناريت تاويكول نادي تايلند توباكو مونوبولي
- 23- بيبات تونكانيا نادي تيرو ساسانا

### منتخب العراق لكرة القدم
- مدرب الفريق : جورفان فييرا
- 1- أحمد علي جابر نادي الزوراء
- 2- جاسم محمد نادي الوحدات
- 3- باسم عباس نادي النجمة
- 4- خلدون إبراهيم نادي كرمان
- 5- نشأت أكرم نادي الشباب السعودي
- 6- صالح سدير نادي الأنصار اللبناني
- 7- علي عباس نادي القوة الجوية
- 8- أحمد عبد علي نادي الزوراء
- 9- محمد ناصر نادي الطلبة
- 10- يونس محمود نادي الغرافة القطري
- 11- هوار ملا محمد نادي العين الإماراتي
- 12- حيدر عبد الرزاق نادي الحسين إربد
- 13- كرار جاسم نادي الوكرة القطري
- 14- حيدر عبدالأمير نادي الفيصلي الأردني
- 15- علي رحيمه نادي الوكرة القطري
- 16- أحمد مناجد نادي الأنصار اللبناني
- 17- لؤي صلاح نادي بيروسبيلوس الإيراني
- 18- مهدي كريم نادي أبولون ليماسول
- 19- هيثم كاظم نادي أربيل
- 20- نبيل عباس نادي النجف
- 22- نور صبري نادي كرمان
- 23- محمد قاصد نادي الشرطة
- 24- قصي منير نادي أربيل

## المجموعة الثانية

### منتخب اليابان لكرة القدم
- مدرب المنتخب : إيفيكا أوسيم
- 1- يوشي كاواغوتشي جوبيلو إيواتا
- 2- ياسوكوي كونو نادي طوكيو
- 3- يوتشي كومانو سانفريسي هيروشيما
- 5- كيسوكي تسوبوي أوراوا ريد دايموندز
- 6- يوكي أبي أوراوا ريد دايموندز
- 7- ياسوهيتو إندو غامبا أوساكا
- 8- ناوتاكي هانيو جيف يونايتد
- 9- ساتورو ياماغيشي جيف يونايتد
- 10- شونسوكي ناكامورا نادي سيلتك الأسكتلندي
- 11- هيساتو ساتو سانفريسي هيروشيما
- 12- سيتشيرو ماكي جيف يونايتد
- 13- كييتا سوزوكي أوراوا ريد دايموندز
- 14- كينغو ناكامورا كاواساكي فرونتال
- 15- كوكي ميزونو جيف يونايتد
- 18- سييغو نارازاكي ناغويا غرامبوس إيت
- 19- ناوهيرو تاكاهارا إينتراخت فرانكفورت الألماني
- 20- كيشو يانو ألبيركس نيغاتا
- 21- أكيرا كاجي غامبا أوساكا
- 22- يوجي ناكازاوا يوكوهاما مارينوس
- 23- إيجي كاواشيما كاواساكي فرونتال
- 24- هيدو هاشيموتو غامبا أوساكا
- 28- يوشياكي أوتا جوبيلو إيواتا
- 29- ماساهيكو أنوها نادي طوكيو

### منتخب قطر لكرة القدم
- مدرب المنتخب : جمال الدين موسوفيتش
- 1- محمد صقر نادي السد
- 2- مسعد الحمد نادي السد
- 3- بلال محمد نادي الغرافة
- 4- إبراهيم الغانم نادي العربي القطري
- 5- مجدي صديق نادي الخور
- 6- مشعل مبارك نادي قطر
- 7- علي ناصر نادي السد
- 8- سعد الشمري نادي الغرافة
- 9- سيد علي البشير نادي العربي القطري
- 10- حسين ياسر نادي الريان
- 11- علي عفيف نادي السد
- 12- ماجد محمد نادي السد
- 14- يونس علي نادي الأهلي القطري
- 15- طلال البلوشي نادي السد
- 16- محمد غلام نادي السد
- 17- وسام رزق نادي السد
- 18- وليد جاسم نادي الريان
- 19- إبراهيم ماجد نادي السد
- 20- عادل لامي نادي الريان
- 21- عبد الله كوني نادي السد
- 22- بابا مالك نادي أم صلال
- 23- سباستيان سوريا نادي الغرافة
- 24- رجب قاسم نادي الأهلي القطري
- 27- يوسف أحمد نادي السد
- 28- عبد الله البريك نادي السد

### منتخب الإمارات لكرة القدم
- مدرب المنتخب : برونو ميتسو
- 1- ماجد ناصر نادي الوصل
- 2- عبد الرحيم جمعه نادي الوحدة الإماراتي
- 3- محمد خميس نادي النصر الإماراتي
- 4- علي مسري نادي العين
- 5- عيسى علي نادي الوحدة الإماراتي
- 6- راشد عبد الرحمن نادي الجزيرة الإماراتي
- 7- خالد درويش نادي الوصل
- 8- حيدر ألو علي نادي الوحدة الإماراتي
- 9- نواف مبارك نادي الشارقة
- 10- إسماعيل مطر نادي الوحدة الإماراتي
- 11- فيصل خليل نادي الأهلي الإماراتي
- 12- وليد سالم نادي العين
- 13- أحمد مبارك نادي الجزيرة الإماراتي
- 14- بشير سعيد نادي الوحدة الإماراتي
- 15- محمد الشحي نادي الوحدة الإماراتي
- 16- حسن علي إبراهيم نادي الأهلي الإماراتي
- 17- يوسف جابر نادي بني ياس
- 18- عامر مبارك نادي النصر الإماراتي
- 19- سعيد الكاس نادي الشارقة
- 20- هلال سعيد نادي العين
- 21- حميد فاخر نادي العين
- 22- محمد قاسم نادي الأهلي الإماراتي
- 23- سيف محمد نادي الشباب الإماراتي
- 28- إسماعيل ربيع نادي الشعب

### منتخب فيتنام لكرة القدم
- مدرب المنتخب : ألفريد ريدل
- 1- بو كوانغ هوي
- 2- فونغ فان نيهن
- 3- نغوين هوي هوانغ
- 4- دوان فيت كونغ
- 6- فام هونغ دونغ
- 7- فو نيو ثانه
- 8- دونغ هوي تاي
- 9- لي كونغ فينه
- 10- نغوين فوك هيب
- 11- فونغ كونغ مينه
- 12- نغوينه منه فرونغ
- 13- ماي تين تانه
- 14- لي تان تاي
- 15- نغوين منه تشوين
- 16- هيونه كوانغ ثانه
- 17- نغوين فو فونغ
- 18- فان تان بين
- 19- فان فان تاي إيم
- 20- تران دوك درونغ
- 21- نغوين أنه دروك
- 22- درونغ هون سون
- 23- تران دروك كرونغ
- 29- تشاو فونغ هوا

## المجموعة الثالثة

### منتخب الصين لكرة القدم
- مدرب المنتخب : زهو غوانغهو
- 1- لي ليلي نادي شاندونغ لونينغ
- 2- دو وي نادي شانغهاي شينهوا
- 3- سون كسيانغ نادي شانغهاي شينهوا
- 4- زهانغ ياوكون نادي داليان شيد
- 5- لي ويفينغ نادي شانغهاي شينهوا
- 6- شاو جيياي نادي إنيرجي كوتبوس الألماني
- 7- صن جيهاي نادي مانشستر سيتي الإنجليزي
- 8- لي تي نادي شيفيلد يونايتد الإنجليزي
- 9- هان بينغ نادي شاندونغ لينينغ
- 10- زهينغ زهي نادي شاندونغ لينينغ
- 11- دونغ فانغزهو نادي مانشستر سيتي الإنجليزي
- 12- زهاو كسوري نادي داليان شيد
- 13- زهانغ شاوي نادي بكين غوان
- 14- زهو تينغ نادي داليان شيد
- 15- وانغ دونغ نادي تشانغتشونغ ياتاي
- 16- جي منغي نادي داليان شيد
- 18- زهو هيبين نادي شاندونغ لونينغ
- 19- زهينغ بين نادي ووهان غانغو
- 20- ماو جيانكينغ نادي شانغهاي شينهوا
- 21- وانغ بينغ نادي داليان شيد
- 22- يانغ جون نادي تيانجن تيدا
- 23- كاو يانغ نادي تيانجن تيدا
- 30- زونغ لي نادي تشانغتشونغ ياتاي

### منتخب إيران لكرة القدم
- مدرب المنتخب : أمير قلعة نويي
- 1- حسن رودباريان باس طهران
- 2- مهدي مهدافيكيا إينتراخت فرانكوفرت الألماني
- 3- أمير حسين صديقي نادي الأستقلال
- 4- أندرانيك تيموريان نادي بولتون واندررز الإنجليزي
- 5- رحمن رضائي نادي ليفورنو الإيطالي
- 6- جواد نيكونام نادي أوساسونا الإسباني
- 7- فريدون زاندي نادي أبولون ليماسول القبرصي
- 8- علي كريمي نادي قطر القطري
- 9- وحيد هاشميان نادي هانوفر الألماني
- 10- رسول خطيبي نادي الشارقة الإماراتي
- 11- مهرزاد معدنتشي نادي بيروسبيلوس
- 12- سيد جلال حسيني نادي سايبا
- 13- حسين كعبي نادي ليستر سيتي الإنجليزي
- 14- إيمان مبعلي نادي الشباب الإماراتي
- 15- هادي عقيلي نادي سيباهان
- 16- رضا عناياتي نادي الإمارات الإماراتي
- 17- جواد كاظميان نادي الشباب الإماراتي
- 18- مهدي رجبزاده نادي زوب أهن أصفهان
- 19- إبراهيم صادقي نادي سايبا
- 20- محمد نصرتي نادي باس طهران
- 22- وحيد طالبلو نادي الأستقلال
- 24- مسعود شجاعي نادي الشارقة الإماراتي
- 30- مهدي رحمتي نادي الأستقلال

### منتخب ماليزيا لكرة القدم
- مدرب المنتخب : نوريزان بكر
- 1- عزيزون عبد القادر
- 2- هامزاني عمر
- 3- فوزي نان
- 4- نازرولروان ماكمور
- 5- محمد نور حفيظ
- 6- ثرومورجان فيران
- 7- محمد كايرونيسام صاحببودن حسين
- 8- محمد صافي سالي
- 9- إيدي حلمي منان
- 10- محمد هاردي جعفر
- 11- نور فرحان محمد
- 12- محمد شكور عدنان
- 13- إندرا بوترا
- 14- أكمل رضال أحمد راخلي
- 15- شاهرولنيظام مصطفى
- 16- أحمد فوزي شعري
- 17- نانثاكومار كاليابان
- 18- محمد فضلي ساري
- 19- رشدي طالب
- 20- هايرودن عمر
- 21- محمد سفيان عبد الرحمن
- 22- محمد إيفان يوسف
- 23- محمد إيديل صفوان عبد الرزاق

### منتخب أوزباكستان لكرة القدم
- مدرب المنتخب : رؤوف إنيلييف
- 1- بافل بوغالو نادي كوروفتشي طشقند
- 2- هايرولا كاريموف نادي مشعل مبارك
- 3- فيتالي دينيسوف نادي دنيبرو دنيبروبيتروفسك الأوكراني
- 4- عزيز إبراهيموف نادي سلوفان براتسلافا السلوفاكي
- 5- أسرور عليكولوف نادي باختاكور
- 6- أنزور إسماعيلوف نادي باختاكور
- 7- عزيز حيدروف نادي لوكوموتيف طشقند
- 8- سيرفر جيباروف نادي باختاكور
- 9- بافل سولومن نادي ساتورن موسكو أوبلاست الروسي
- 10- أوليغبك باكاييف نادي توبول الكازاخستاني
- 11- مارات بيكيموف نادي روبن غازان الروسي
- 12- إغناتي نستروف نادي باختاكور
- 13- حكمت هاشيموف نادي ناصاف غارشي
- 14- فيكتور كاربينكو نادي كوروفشي طشقند
- 15- ألكساندر غينريخ نادي باختاكور
- 16- ماكسيم شاتسكيخ نادي دينامو كييف الأوكراني
- 17- ألكسي نيكولاييف نادي أكتوبي الكازاخستاني
- 18- تيمور كابادزه نادي باختاكور
- 19- أسلوم أنولوف نادي باختاكور
- 20- إلدار ماغدييف نادي باختاكور
- 21- غايراتجون حسنوف نادي نيفتشي
- 22- إكبولجون أكرموف نادي نيفتشي
- 23- بوتر كوراييف نادي نيفتشي

## المجموعة الرابعة

### منتخب البحرين لكرة القدم
- مدرب المنتخب : ميلان ماتشالا
- 1- محمد علي حسين نادي المحرق
- 2- محمد حسين نادي القادسية الكويتي
- 3- عبد الله المرزوقي نادي الكويت
- 4- جاسم المعلود نادي النجمة البحريني
- 5- أحمد مطر عبد الله نادي الرفاع
- 7- محمود جلال نادي قطر
- 8- راشد الدوسري نادي المحرق
- 9- حسين علي نادي أم صلال القطري
- 10- محمد سالمين نادي العربي القطري
- 11- أسماعيل عبد اللطيف نادي الحالة
- 13- طلال يوسف نادي القادسية الكويتي
- 14- سلمان عيسى نادي العربي القطري
- 16- محمد عدنان نادي الخور القطري
- 17- حسين بابا نادي الكويت
- 18- حسين مكي نادي المحرق
- 19- علي الشهابي نادي النجمة البحريني
- 20- أحمد حسن نادي الرفاع
- 21- عبد الرحمن أحمد نادي المحرق
- 22- علي سعيد عبد الله نادي الأهلي البحريني
- 23- إبراهيم المشخص نادي العربي الكويتي
- 24- حمد العنزي نادي العربي القطري
- 27- محمود عبد الرحمن نادي المحرق
- 28- عباس خميس نادي سترة
- 29- محمد حبيل نادي الأهلي البحريني
- 30- علاء حبيل نادي الكويت

### منتخب أندونيسيا لكرة القدم
- مدرب المنتخب : إيفان فينكوف
- 1- جندري بيتوي
- 2- محمد رضوان
- 3- إيرول إيبا
- 4- ريكاردو سالامبسي
- 5- مامان عبد الرحمن
- 6- كاريس يوليانتو
- 7- إيكا رمضاني
- 8- إيلي إيبوي
- 9- ماهيادي بانغابين
- 10- راهماد ريفاي
- 11- بوناريو أستامان
- 12- فيري روتينسولو
- 13- بودي سودارسونو
- 14- أسمد سفيان
- 15- فرمان أوتينا
- 16- سيامسول تشاردون
- 17- أتيب
- 18- فيرمانسياه
- 19- زائينال عريف
- 20- بامبانغ بامونغكاس
- 21- هاري سابورتا
- 22- سوباردي
- 23- ماركوس هوريسون

### منتخب كوريا الجنوبية لكرة القدم
- مدرب المنتخب : بيم فيربيك
- 1- لي وون جاي نادي سوون
- 2- سونغ تشونغ غوغ نادي سوون
- 3- كيم جين كيو نادي تشونام دراغونز
- 4- كيم دونغ جين نادي زنيت الروسي
- 6- لي هو نادي زنيت الروسي
- 7- تشوي سونغ كوك نادي إلهوا تشونما
- 8- كيم دو هيون نادي إلهوا تشونما
- 9- تشو جاي جين نادي شيميزو الياباني
- 10- لي تشون سو نادي أولسان
- 11- لي كيون هو نادي دايغو
- 12- لي دونغ كوك نادي ميدلزبره الإنجليزي
- 13- كيم تشي غون نادي سيؤول
- 14- كيم سانغ سيك نادي إلهوا تشونما
- 15- كيم تشي وو نادي تشونام دراغونز
- 16- أوه بوم سيوك نادي بوهانغ
- 17- كيم جونغ وو نادي ناغويا غرامبوس إيت الياباني
- 18- وو سونغ يونغ نادي أولسان
- 19- يوم كي هون نادي جونبوك هيونداي موتورز
- 20- سون داي هو نادي إلهوا تشونما
- 21- كيم يونغ داي نادي إلهوا تشونما
- 22- كانغ من سو نادي تشونام دراغونز
- 23- جونغ سونغ ريونغ نادي بوهانغ
- 27- أوه جانغ أون نادي أولسان

### منتخب السعودية لكرة القدم
- مدرب المنتخب  فيصل نايف  غريبان المقاطي
- 1- ياسر المسيليم نادي الأهلي السعودي
- 2- إبراهيم هزازي نادي الأهلي السعودي
- 3- أسامة هوساوي نادي الوحدة السعودي
- 5- ماجد العمري نادي الاتفاق السعودي
- 6- عمر الغامدي نادي الهلال السعودي
- 7- كامل الموسى نادي الوحدة السعودي
- 9- مالك معاذ نادي الأهلي السعودي
- 11- سعد الحارثي نادي النصر السعودي
- 12- طلال الخيبري نادي الوحدة السعودي
- 13- أحمد درويش نادي الأهلي السعودي
- 14- سعود كريري نادي الاتحاد السعودي
- 15- أحمد البحري نادي النصر السعودي
- 16- خالد عزيز نادي الهلال السعودي
- 17- تيسير الجاسم نادي الأهلي السعودي
- 18- عبد الرحمن القحطاني نادي الاتحاد السعودي
- 19- وليد عبدربه نادي الأهلي السعودي
- 20- ياسر القحطاني نادي الهلال السعودي
- 21- عساف القرني نادي الوحدة السعودي
- 22- وليد علي نادي الشباب السعودي
- 23- ناصر الشمراني نادي الوحدة السعودي
- 24- تيسير النتيف نادي الاتحاد السعودي
- 25- رضا تكر نادي الاتحاد السعودي
- 26- عبد الله شهيل نادي الشباب السعودي
- 28- عبده عطيف نادي الشباب السعودي
- 29- يوسف السالم نادي القادسية السعودي
- 30- أحمد الموسى نادي الوحدة السعودي